# Andrzej Potocki (1964–2025)
Andrzej Tadeusz Potocki (ur. 25 sierpnia 1964 w Gliwicach, zm. 16 lutego 2025) – polski polityk, poseł na Sejm I, II i III kadencji, w latach 2012–2023 wiceprzewodniczący Europejskiej Partii Demokratycznej.

## Życiorys
W 1989 ukończył studia na Wydziale Filozofii Chrześcijańskiej Katolickiego Uniwersytetu Lubelskiego. Podjął pracę jako nauczyciel akademicki na Wydziale Organizacji Politechniki Śląskiej w Gliwicach. Działalność polityczną rozpoczynał w NSZZ „Solidarność”, w 1980 był też członkiem Konfederacji Polski Niepodległej.
Był wśród założycieli Ruchu Obywatelskiego Akcja Demokratyczna. Następnie zasiadał we władzach krajowych Unii Demokratycznej, po połączeniu partii z Kongresem Liberalno-Demokratycznym – Unii Wolności. Pełnił także funkcję rzecznika prasowego tych partii.
W latach 1991–2001 przez trzy kadencje z ramienia UD i UW sprawował mandat poselski. W Sejmie był m.in. wiceprzewodniczącym Komisji Administracji i Spraw Wewnętrznych oraz członkiem Komisji Spraw Zagranicznych. W 2001 bez powodzenia ubiegał się o reelekcję – UW nie przekroczyła progu wyborczego. W latach 2002–2003 był współpracownikiem Organizacji Bezpieczeństwa i Współpracy w Europie, był również członkiem misji OBWE na Bałkanach.
W 2004 został wybrany na stanowisko sekretarza generalnego Unii Wolności, w 2005 przystąpił do Partii Demokratycznej – demokraci.pl. W następnym roku wycofał się z działalności w PD, nie popierając decyzji o wejściu w skład koalicji Lewica i Demokraci. Został członkiem rady programowej Forum Liberalnego. W 2009 wstąpił do Stronnictwa Demokratycznego, został członkiem zarządu głównego tej partii (a 20 kwietnia 2013 także wiceprzewodniczącym). W wyborach w 2010 ubiegał się o mandat radnego województwa małopolskiego z listy Wspólnoty Małopolskiej Marka Nawary. 6 grudnia 2012 został wiceprzewodniczącym Europejskiej Partii Demokratycznej, której członkiem jest SD (pełnił tę funkcję do 13 października 2023). W wyborach europejskich w 2014 bez powodzenia ubiegał się o mandat europosła z listy koalicji Europa Plus, uzyskując 1409 głosów w województwie śląskim.
Członek założyciel Towarzystwa Europa oraz członek Amnesty International, wszedł w skład rady programowej Zielonego Instytutu oraz Polskiego Towarzystwa Sinologicznego. W latach 2000–2001 był prezesem Piasta Gliwice. W latach 2003–2025 był redaktorem serwisu 90minut.pl. W latach 2012–2016 pełnił funkcję prezesa Ogólnopolskiego Stowarzyszenia Historyków i Statystyków Piłki Nożnej.
Pochowany 8 marca 2025 na Cmentarzu Centralnym w Gliwicach.